# Selección de fútbol sub-21 de Moldavia
La selección de fútbol sub-21 de Moldavia representa a Moldavia en el fútbol internacional en este nivel de edad, controlada por la Federación Moldava de Fútbol, el organismo rector del fútbol en Moldavia. Se considera que el equipo es el equipo de apoyo de la selección de fútbol de Moldavia. El equipo compite para clasificarse para la Eurocopa Sub-21, que se celebra cada dos años. Desde la creación de la selección sub-21 de Moldavia, la selección sub-21 nunca ha podido llegar a una fase final de la Eurocopa Sub-21, pero ha producido muchos jugadores, que se han convertido en jugadores internacionales para la selección absoluta. El equipo es dirigido por Ștefan Stoica.
Este equipo es para jugadores moldavos de 21 años o menos al comienzo de la campaña de dos años antes de una Eurocopa Sub-21, por lo que los jugadores pueden tener, y a menudo tienen, hasta 23 años. Los jugadores nacidos a partir del 1 de enero de 2002 son elegibles para la clasificación para la Eurocopa Sub-21 de 2025.
El equipo comenzó su primera campaña competitiva en 1994, en la que intentaron clasificarse para la final de 1996. Finalmente terminaron cuartos en un grupo de cinco selecciones, con dos victorias en ocho juegos. La selección sub-21 juega sus partidos como local en varios lugares diferentes por todo el país, incluidos Chisináu, Orhei y Tiráspol.

## Jugadores

### Última convocatoria
Los siguientes jugadores fueron seleccionados para el partido de clasificación para la Eurocopa Sub-21 de 2025 contra Gibraltar el 14 de junio de 2023.
 
| No. | Pos. | Jugador          | Fecha de nacimiento (edad) | Apa. | Goles | Club               |
| --- | ---- | ---------------- | -------------------------- | ---- | ----- | ------------------ |
|     |      | Silviu Șmalenea  | 9 de diciembre de 2002     | 5    | 0     | Spartanii Selemet  |
|     |      | Roman Dumenco    | 30 de julio                | 1    | 0     | Sheriff Tiraspol   |
|     |      | Victor Dodon     | 1 de marzo de 2004         | 0    | 0     | Dacia Buiucani     |
|     |      |                  |                            |      |       |                    |
|     | DEF  | Iurie Iovu       | 6 de julio de 2002         | 8    | 1     | Istra 1961         |
|     | DEF  | Ion Borș         | 25 de julio de 2002        | 8    | 0     | Sfîntul Gheorghe   |
|     | DEF  | Andrei Motoc     | 13 de abril de 2002        | 5    | 0     | Siena              |
|     | DEF  | Doru Calestru    | 15 de noviembre de 2002    | 2    | 0     | Sheriff Tiraspol   |
|     | DEF  | Vlad Coliș       | 24 de enero de 2004        | 2    | 0     | Sheriff Tiraspol   |
|     | DEF  | Cătălin Cucoș    | 29 de septiembre de 2003   | 2    | 0     | Zimbru Chișinău    |
|     | DEF  | Alexandru Gutium | 15 de julio de 2003        | 1    | 0     | Dacia Buiucani     |
|     |      |                  |                            |      |       |                    |
|     | MED  | Daniel Lisu      | 2 de abril de 2002         | 10   | 0     | Sfîntul Gheorghe   |
|     | MED  | Daniel Danu      | 26 de agosto de 2002       | 7    | 0     | Bălți              |
|     | MED  | Vicu Bulmaga     | 5 de julio de 2003         | 4    | 0     | Isloch Minsk       |
|     | MED  | Marius Curoș     | 30 de octubre de 2003      | 2    | 0     | Zimbru Chișinău    |
|     | MED  | Vlad Răileanu    | 9 de enero de 2003         | 1    | 0     | Zimbru Chișinău    |
|     | MED  | Tudor Butucel    | 14 de agosto de 2003       | 0    | 0     | Petrocub Hîncești  |
|     | MED  | Mihai Lupan      | 8 de septiembre de 2004    | 0    | 0     | Petrocub Hîncești  |
|     | MED  | Andrei Stratan   | 3 de febrero de 2002       | 0    | 0     | Speranis Nisporeni |
|     |      |                  |                            |      |       |                    |
|     | DEL  | Nichita Covali   | 9 de julio de 2002         | 3    | 0     | Sheriff Tiraspol   |
|     | DEL  | Serghei Mișcov   | 25 de abril de 2003        | 3    | 0     | Bălți              |
|     | DEL  | Daniel Muntean   | 3 de noviembre de 2003     | 2    | 0     | Foresta Suceava    |
|     | DEL  | Ilie Botnari     | 25 de julio de 2003        | 0    | 0     | Dacia Buiucani     |
|     | DEL  | Dumitru Pogreban | 8 de noviembre de 2003     | 0    | 0     | Sheriff Tiraspol   |

## Estadísticas

### Eurocopa Sub-21
| 1996  | No clasificó  | No clasificó  | No clasificó  | No clasificó  | No clasificó  | No clasificó  | No clasificó  | No clasificó  | No clasificó  | 8   | 2  | 2  | 4  | 5   | 11  |
| 1998  | No clasificó  | No clasificó  | No clasificó  | No clasificó  | No clasificó  | No clasificó  | No clasificó  | No clasificó  | No clasificó  | 8   | 1  | 1  | 6  | 5   | 17  |
| 2000  | No clasificó  | No clasificó  | No clasificó  | No clasificó  | No clasificó  | No clasificó  | No clasificó  | No clasificó  | No clasificó  | 8   | 0  | 4  | 4  | 3   | 10  |
| 2002  | No clasificó  | No clasificó  | No clasificó  | No clasificó  | No clasificó  | No clasificó  | No clasificó  | No clasificó  | No clasificó  | 10  | 2  | 3  | 5  | 6   | 13  |
| 2004  | No clasificó  | No clasificó  | No clasificó  | No clasificó  | No clasificó  | No clasificó  | No clasificó  | No clasificó  | No clasificó  | 8   | 0  | 2  | 6  | 3   | 14  |
| 2006  | No clasificó  | No clasificó  | No clasificó  | No clasificó  | No clasificó  | No clasificó  | No clasificó  | No clasificó  | No clasificó  | 10  | 3  | 2  | 5  | 8   | 12  |
| 2007  | No clasificó  | No clasificó  | No clasificó  | No clasificó  | No clasificó  | No clasificó  | No clasificó  | No clasificó  | No clasificó  | 4   | 1  | 2  | 1  | 4   | 5   |
| 2009  | No clasificó  | No clasificó  | No clasificó  | No clasificó  | No clasificó  | No clasificó  | No clasificó  | No clasificó  | No clasificó  | 8   | 4  | 0  | 4  | 6   | 8   |
| 2011  | No clasificó  | No clasificó  | No clasificó  | No clasificó  | No clasificó  | No clasificó  | No clasificó  | No clasificó  | No clasificó  | 10  | 4  | 2  | 4  | 9   | 13  |
| 2013  | No clasificó  | No clasificó  | No clasificó  | No clasificó  | No clasificó  | No clasificó  | No clasificó  | No clasificó  | No clasificó  | 8   | 2  | 1  | 5  | 10  | 24  |
| 2015  | No clasificó  | No clasificó  | No clasificó  | No clasificó  | No clasificó  | No clasificó  | No clasificó  | No clasificó  | No clasificó  | 10  | 5  | 1  | 4  | 12  | 6   |
| 2017  | No clasificó  | No clasificó  | No clasificó  | No clasificó  | No clasificó  | No clasificó  | No clasificó  | No clasificó  | No clasificó  | 10  | 2  | 1  | 7  | 8   | 18  |
| 2019  | No clasificó  | No clasificó  | No clasificó  | No clasificó  | No clasificó  | No clasificó  | No clasificó  | No clasificó  | No clasificó  | 10  | 2  | 1  | 7  | 8   | 23  |
| 2021  | No clasificó  | No clasificó  | No clasificó  | No clasificó  | No clasificó  | No clasificó  | No clasificó  | No clasificó  | No clasificó  | 8   | 2  | 1  | 5  | 6   | 22  |
| 2023  | No clasificó  | No clasificó  | No clasificó  | No clasificó  | No clasificó  | No clasificó  | No clasificó  | No clasificó  | No clasificó  | 10  | 3  | 3  | 4  | 7   | 12  |
| 2025  | Evento futuro | Evento futuro | Evento futuro | Evento futuro | Evento futuro | Evento futuro | Evento futuro | Evento futuro | Evento futuro |     |    |    |    |     |     |
| Total | 0/15          | 0/15          |               |               |               |               |               |               |               | 130 | 33 | 26 | 71 | 100 | 208 |